# African Network Information Centre

Logo

RIR Zuständigkeitsregionen

AfriNIC ist die zuständige Regional Internet Registry (RIR) für Afrika.
AfriNIC, mit Sitz in Ebène City, Mauritius, wurde am 11. Oktober 2004 durch ICANN provisorisch anerkannt und nahm seinen Dienst am 22. Februar 2005 auf.
Im April 2005 wurde sie schließlich offiziell anerkannt.
Damit übernimmt sie die Afrika-Agenden, die zuvor RIPE NCC und APNIC innehatten.
Seit 2023 hat AfriNIC keine ordentliche Struktur, es gibt weder einen CEO (Generaldirektor) noch ein Board (Aufsichtsrat), die Gesellschaft kann ihre Mitarbeiter nicht mehr bezahlen und hat Probleme, neue Internet Identifier wie IP-Adressen auszugeben. Nach mehreren Aufforderungen der ICANN, eine neue Geschäftsführung zu wählen, fand am 23. Juni 2025 eine Wahlversammlung statt. Es stellte sich jedoch heraus, dass gefälschte Vollmachten im Umlauf waren, Mitglieder, die anwesend waren, sollen ihre Stimmen bereits durch Vollmacht abgegeben haben. Die Wahl wurde annulliert, Wahlunterlagen wurden vernichtet. Kurz nach der missglückten Wahl klagte die Firma Cloud Innovation auf die zwangsweise Abwicklung der AfriNIC. Cloud Innovation gehört dem Hongkonger IP-Adresshändler Lu Heng, der schon länger versucht, Zugriff auf die von AfriNIC verwalteten Ressourcen, speziell IP-Adressen, zu bekommen. ICANN-CTO John Crain teilte dazu mit: „AfriNIC verwaltet öffentliche Ressourcen als Treuhänder für die von ihr betreute Region und muss sich an die ICP-2 Regeln halten.“

## Länder
- Ägypten
- Algerien
- Angola
- Äquatorialguinea
- Äthiopien
- Benin
- Botswana
- Burkina Faso
- Burundi
- Demokratische Republik Kongo
- Dschibuti
- Elfenbeinküste
- Eritrea
- Eswatini
- Gabun
- Gambia
- Ghana
- Guinea
- Guinea-Bissau
- Kamerun
- Kap Verde
- Kenia
- Komoren
- Lesotho
- Liberia
- Libyen
- Madagaskar
- Malawi
- Mali
- Marokko
- Mauretanien
- Mauritius
- Mayotte
- Mosambik
- Namibia
- Niger
- Nigeria
- Republik Kongo
- Ruanda
- Sambia
- São Tomé und Príncipe
- Senegal
- Seychellen
- Sierra Leone
- Simbabwe
- Somalia
- Südafrika
- Sudan
- Tansania
- Togo
- Tschad
- Tunesien
- Uganda
- Westsahara
- Zentralafrikanische Republik